# Environmental Politics
Environmental Politics ist eine englischsprachige Fachzeitschrift mit Inhalten im Peer-Review-Verfahren. Sie erscheint zweimonatlich bei Taylor & Francis. Das Journal ist ein Forum für Themen der Umweltpolitik, häufig in Zusammenhang mit Grünen Parteien, sozial-ökologischen Bewegungen und Nichtregierungsorganisationen. Textchef ist Christopher Rootes (University of Kent). Der Impact Factor liegt bei 1,922 (Stand: 2016).